# Strangalia lyrata
Strangalia lyrata là một loài bọ cánh cứng trong họ Cerambycidae.